# Poecilopsis livonica
Poecilopsis livonica là một loài bướm đêm trong họ Geometridae.